# Cecilia Lucco
Cecilia Lucco (16 aprile 1968) è un'ex sciatrice alpina italiana.

## Biografia
Specialista delle prove tecniche originaria di Torino, la Lucco debuttò in campo internazionale in occasione dei Mondiali juniores di Sugarloaf 1985; in Coppa Europa nella stagione 1985-1986 si aggiudicò la classifica di slalom gigante e ottenne l'8º posto nella classifica generale, mentre in Coppa del Mondo colse il primo piazzamento il 6 dicembre 1986 a Waterville Valley in slalom speciale arrivando 7ª: tale risultato sarebbe rimasto il migliore della Lucco nel massimo circuito internazionale. Partecipò ai Mondiali di Vail 1989, chiudendo 11ª nella prova di slalom speciale, e ottenne l'ultimo piazzamento in carriera in occasione dello slalom speciale di Coppa del Mondo disputato 25 novembre 1989 a Park City (14ª); non prese parte a rassegne olimpiche.

## Palmarès

### Coppa del Mondo
- Miglior piazzamento in classifica generale: 64ª nel 1987

### Coppa Europa
- Miglior piazzamento in classifica generale: 8ª nel 1986
- Vincitore della classifica di slalom  gigante nel 1986

### Campionati italiani
- 6 medaglie[1]:
  - 2 ori (slalom gigante nel 1986; slalom gigante nel 1988)
  - 3 argenti (slalom gigante nel 1985; slalom speciale nel 1986; slalom gigante nel 1989)
  - 1 bronzo (slalom speciale nel 1987)